# クロード (シュヴルーズ公)
クロード・ド・ロレーヌ（Claude de Lorraine, duc de Chevreuse, 1578年6月5日 - 1657年1月24日）は、フランスの上級貴族ギーズ公爵家の一員で、シュヴルーズ公爵。ギーズ公シャルル1世、ギーズ枢機卿ルイの弟。カトリック同盟の首領であったギーズ公フランソワは祖父、ギーズ公クロードは曽祖父、ロレーヌ公ルネ2世は高祖父。

## 生涯
カトリック同盟のリーダーであったギーズ公アンリ1世とその妻でヌヴェール公フランソワ1世の娘であるカトリーヌ・ド・クレーヴの間の息子の1人として生まれた。
1611年にシュヴルーズ公に叙せられ、1621年に王室侍従長、1622年に王室鷹匠長となった。1625年にはイングランドのガーター勲章を授けられた。1622年4月21日、リュイヌ公シャルルの未亡人で22歳年下のマリー・ド・ロアンと結婚し、間に3人の娘をもうけている。クロードはシュヴルーズ郊外のダンピエール城で暮らし、地味な生活を好み、王妃アンヌ・ドートリッシュの女官だった妻が繰り広げた様々な宮廷陰謀に関与することを避けていた。

## 子女
- アンヌ・マリー（1624年 - 1652年） - ポントーダム女子修道院長
- シャルロット・マリー（1627年 - 1652年） - レ枢機卿の愛妾
- アンリエット（1631年 - 1693年） - ジュアール女子修道院長